# Bleiches Hornkraut
Das Bleiche Hornkraut (Cerastium glutinosum), auch Kleb-Hornkraut genannt, ist eine Pflanzenart in der Familie der Nelkengewächse (Caryophyllaceae).

## Erscheinungsbild

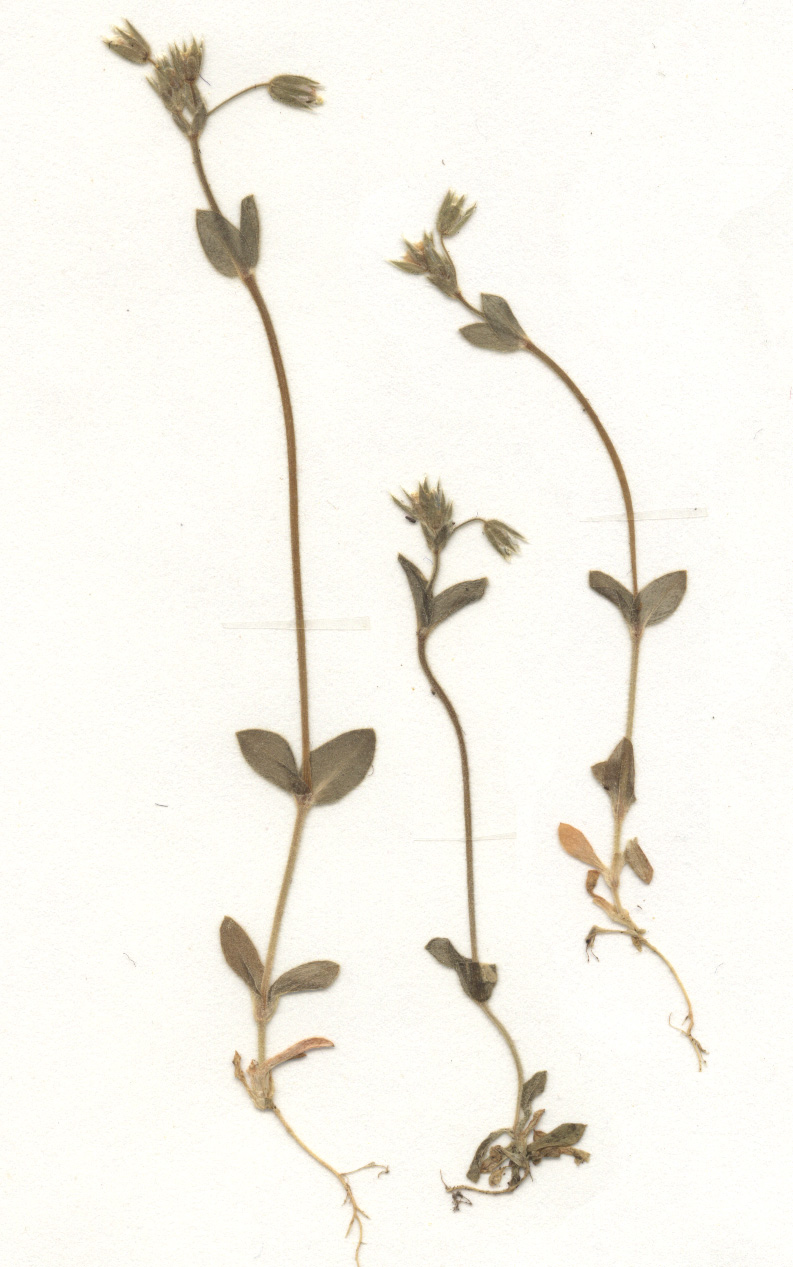
Cerastium glutinosum (Herbarbeleg)
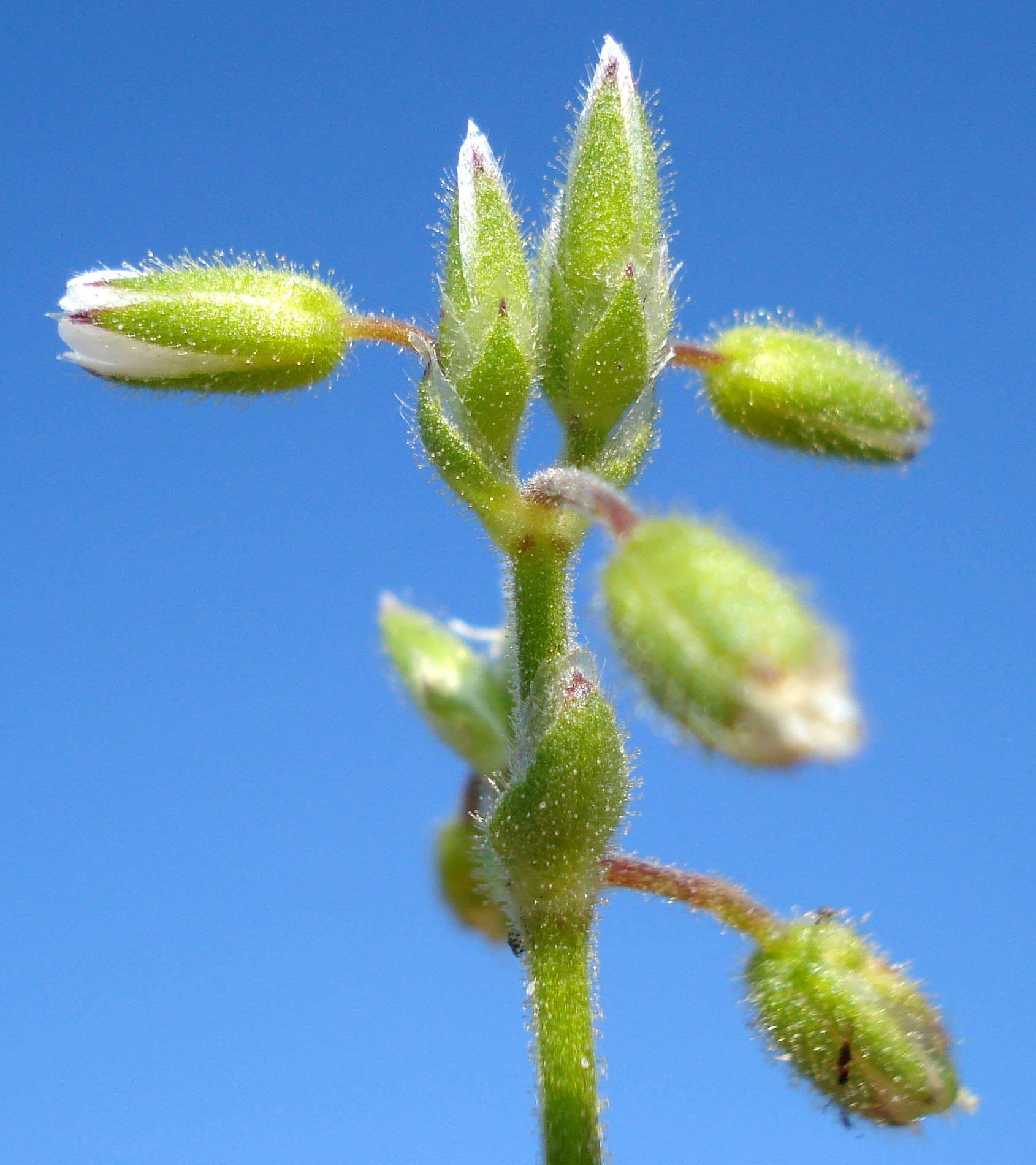
Bleiches Hornkraut (Blütenstand)
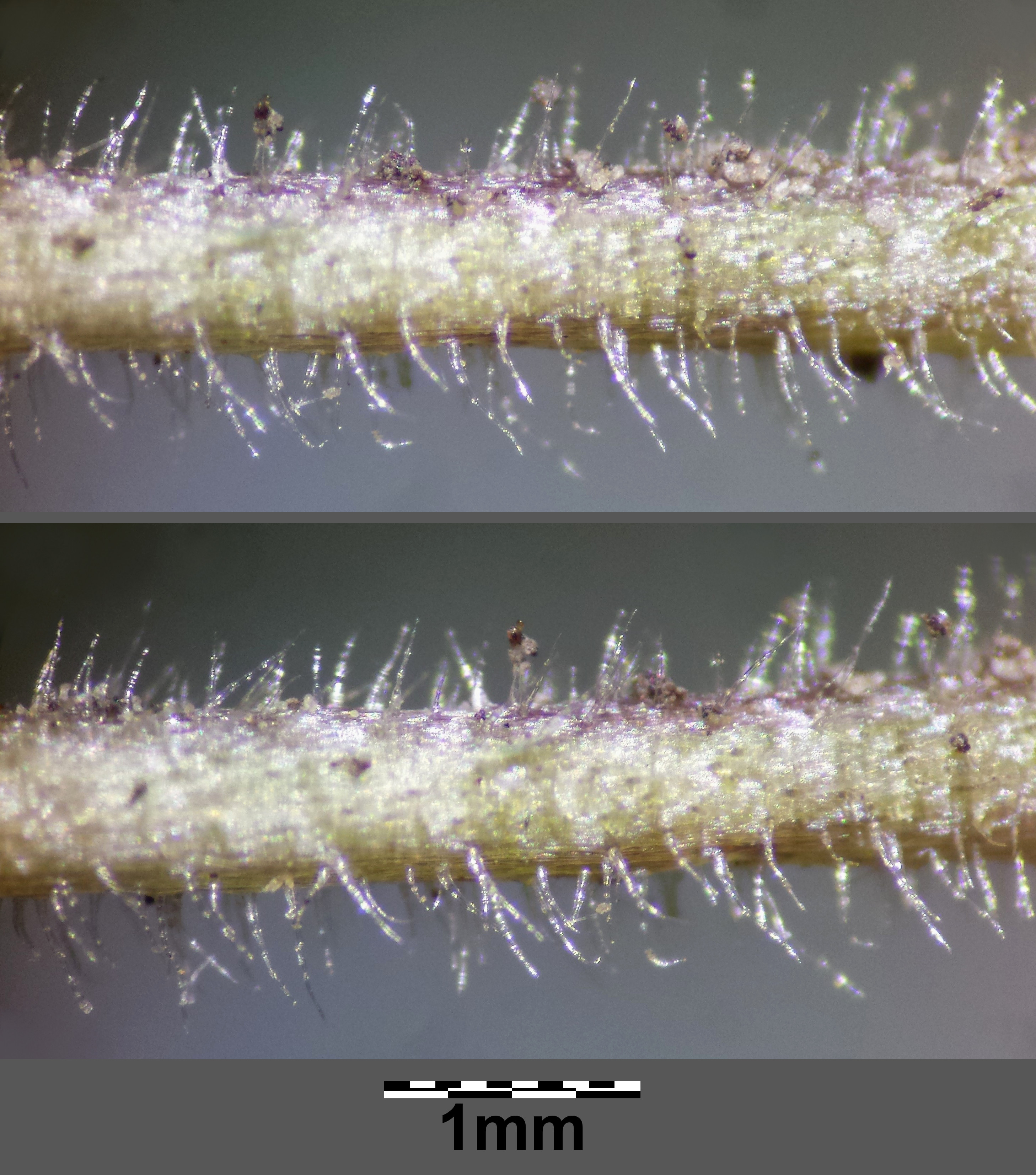
Der untere Teil des Stängels ist nur drüsenlos behaart.
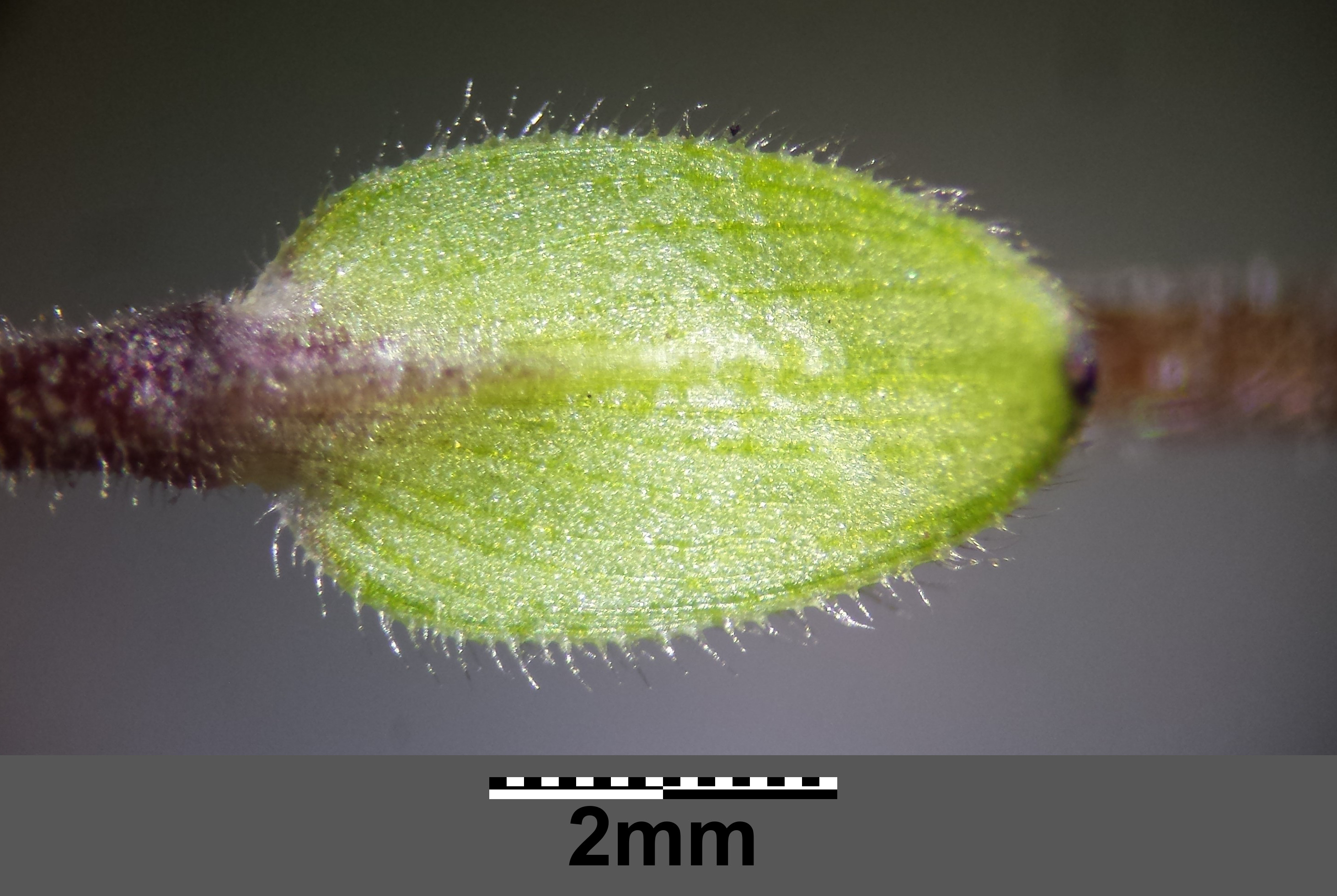
Die obersten Stängelblätter sind nur drüsenlos behaart.
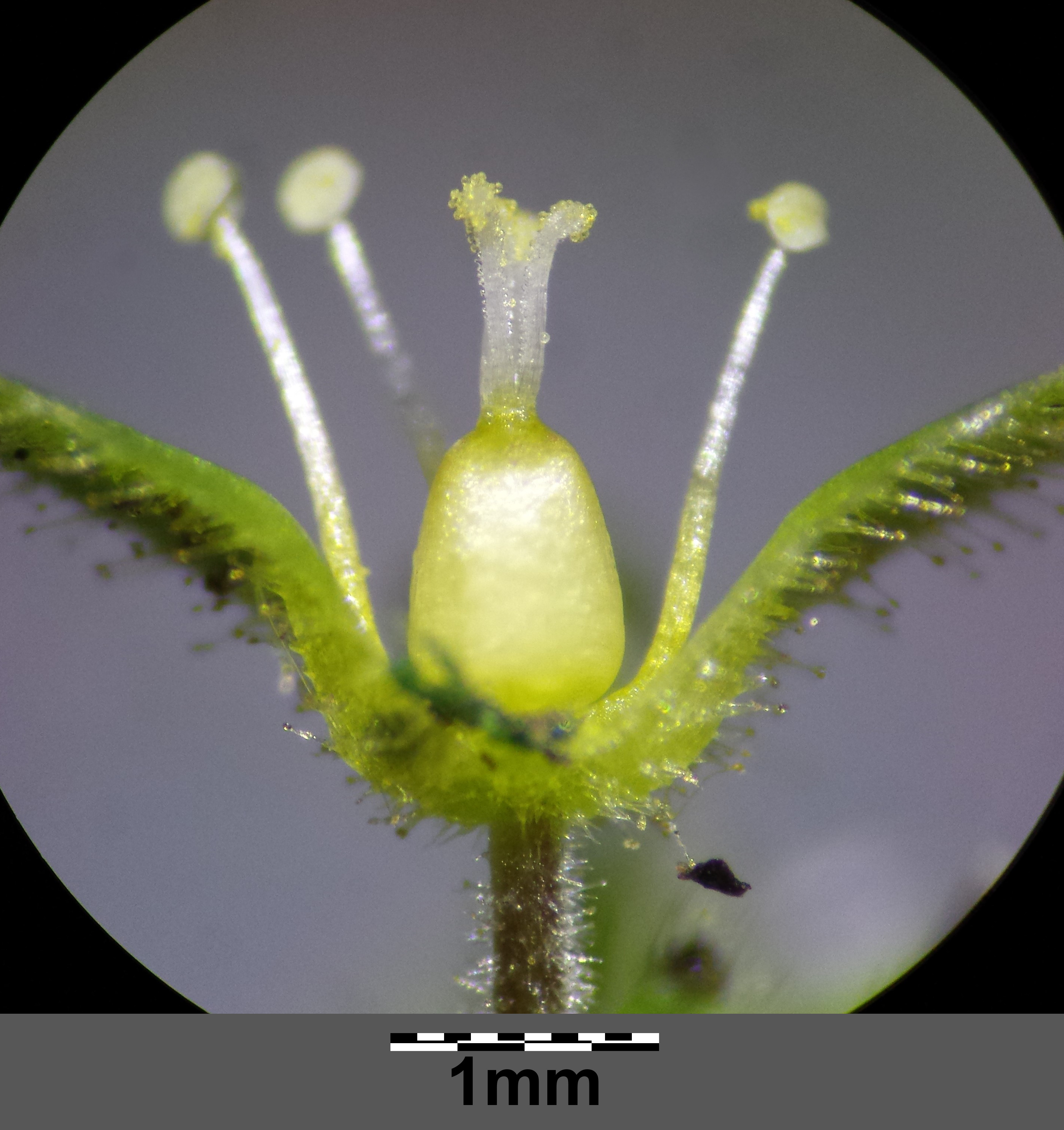
Geöffnete Blüte: der Griffel ist meist zwischen 0,6 und 0,9 mm lang.
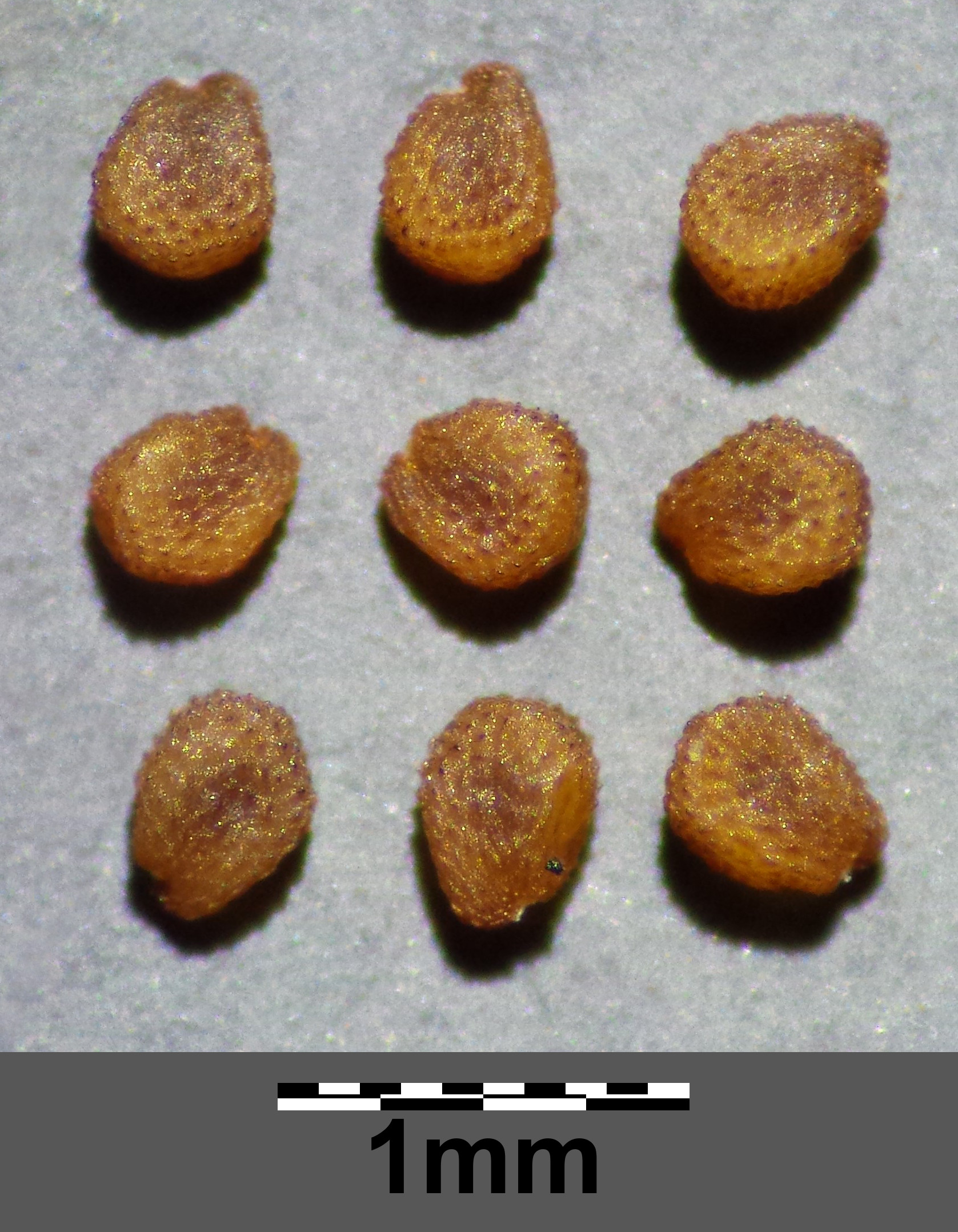
Die Samen sind meist zwischen 0,45 und 0,55 mm lang.

Diese ein- bis zweijährige krautige Pflanze erreicht Wuchshöhen von etwa 2 bis 20 cm und ist von hellgrüner Farbe. Der Stängel wächst mehr oder weniger aufrecht und ist mit wenigen Drüsenhaaren besetzt. Er ist unten nie rötlich überlaufen.
Die Laubblätter sind länglich oder eiförmig bis lanzettlich, die untersten sind kurz gestielt. Alle Deckblätter und die Kelchblätter besitzen vorn einen sehr schmalen Hautrand. Sie sind oberseits kahl.
Es blüht von März bis Mai.
Die Kronblätter sind weiß und etwa 2,5 mal so lang wie breit. Es sind meist sechs bis zehn Staubblätter vorhanden.

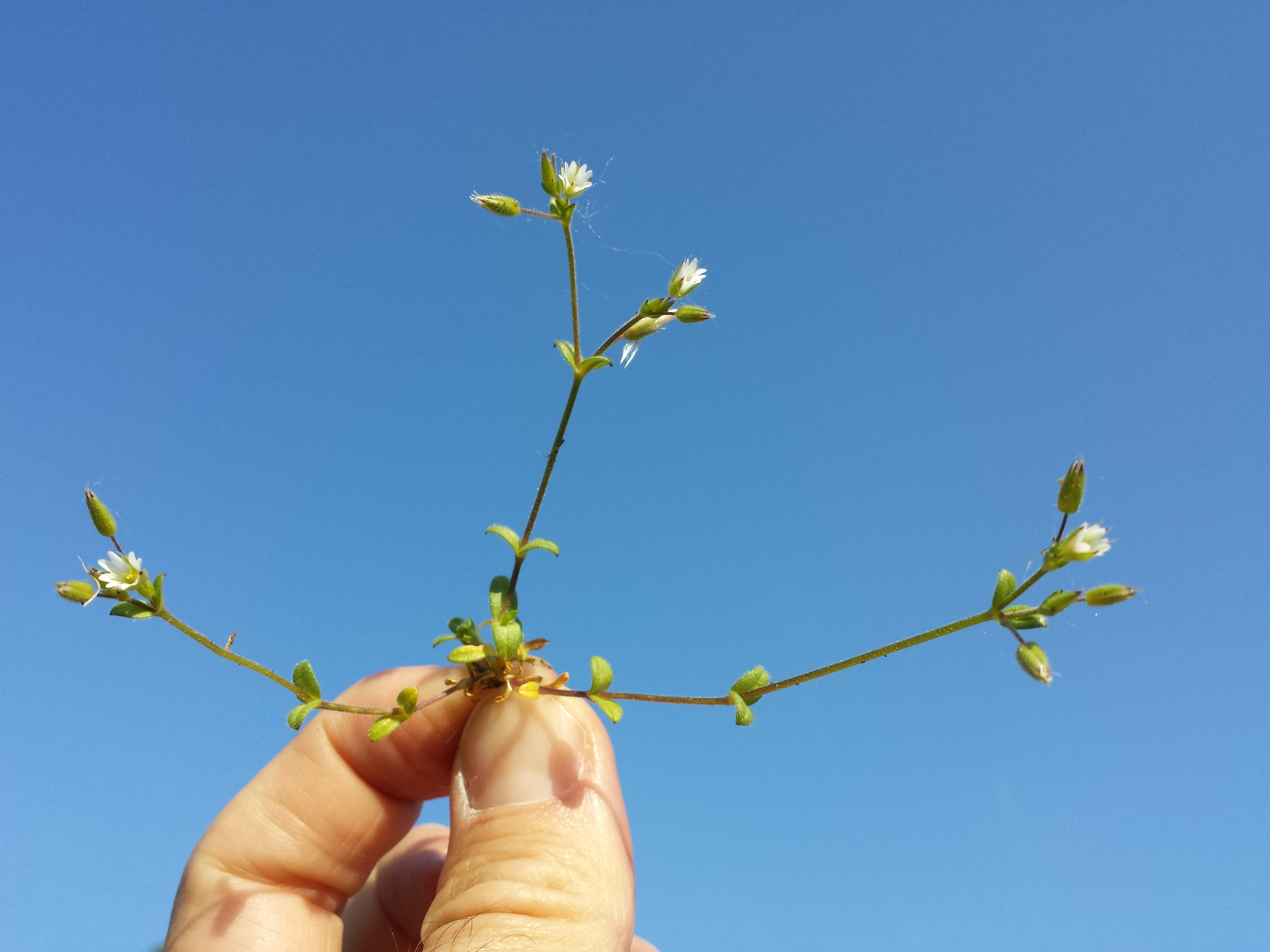
Bleiches Hornkraut (Cerastium glutinosum)

Die Fruchtstiele stehen mehr oder weniger aufrecht ab und sind etwa so lang wie der Kelch. Sie können aber auch an der Spitze hakig umgebogen und dann zwei- bis viermal länger als der Kelch sein.
Die länglich-walzenförmige Kapselfrucht springt mit zehn Zähnen auf.
Die Chromosomenzahl beträgt 2n = 72.

## Standortansprüche und Verbreitung
Das Bleiche Hornkraut wächst in lückigen Trockenrasen, an Wegen und Rainen. Es bevorzugt trocken-warmen, nährstoff- und kalkreichen, neutral-milden, lockeren Stein-, Lehm- oder Lößboden. Es ist wärmeliebend. Es ist in Mitteleuropa eine Charakterart der Klasse Sedo-Scleranthetea, kommt aber auch in lückigen Gesellschaften der Klasse Festuco-Brometea vor.
Cerastium glutinosum ist ein submediterran-subatlantisches Florenelement, dessen genaue Verbreitung noch ungenügend bekannt ist. Es kommt in Europa und Vorderasien vor.
In Österreich nur im pannonischen Gebiet häufig, sonst selten, in der Schweiz ziemlich selten vorkommend.
Das Bleiche Hornkraut kommt im mittleren Teil Deutschlands zerstreut vor. Ansonsten ist es offenbar sehr selten.

## Systematik
Die Art wurde früher als Unterart des Dunklen Hornkrauts (Cerastium pumilum) angesehen und als Cerastium pumilum subsp. pallens (F. W. Schultz) Schinz & Thell. bezeichnet. Weitere Synonyme sind: Cerastium semidecandrum subsp. glutinosum (Fr.) Čelak., Cerastium glutinosum subsp. pallens (F.W. Schultz) Schinz & R. Keller, Cerastium pallens (F. W. Schultz) F.W. Schultz. 